# Hundtjärnen (Norsjö socken, Västerbotten)
Hundtjärnen är en sjö i Norsjö kommun i Västerbotten och ingår i Rickleåns huvudavrinningsområde. Sjön har en area på 0,085 kvadratkilometer och ligger 292,8 meter över havet.

## Delavrinningsområde
Hundtjärnen ingår i det delavrinningsområde (719273-167622) som SMHI kallar för Mynnar i Granträsket. Medelhöjden är 333 meter över havet och ytan är 18,74 kvadratkilometer. Det finns inga avrinningsområden uppströms utan avrinningsområdet är högsta punkten. Kägellidbäcken som avvattnar avrinningsområdet har biflödesordning 3, vilket innebär att vattnet flödar genom totalt 3 vattendrag innan det når havet efter 122 kilometer. Avrinningsområdet består mestadels av skog (80 procent). Avrinningsområdet har 0,09 kvadratkilometer vattenytor vilket ger det en sjöprocent på 0,5 procent.